# RuPaul's Drag Race All Stars (mùa 6)
Mùa thứ sáu của chương trình truyền hình thực tế RuPaul's Drag Race All Stars được phát sóng vào ngày 24/6/2021. Hai tập đầu tiên của mùa thi được phát sóng trong cùng một ngày. Trước đó, vào 20/8/2020, đài VH1 đã công bố tiếp tục sản xuất cả RuPaul's Drag Race mùa 13 và phiên bản All Stars mùa 6 này. Ngày 24/2/2021, hãng ViacomCBS thông báo mùa 6 sẽ được phát sóng trên dịch vụ xem phim trực tuyến Paramount+. Bên ngoài nước Mỹ, mùa giải vẫn sẽ được phát trên VH1.
Dàn thí sinh chính thức được nhà sản xuất công bố thông qua kênh YouTube RuPaul's Drag Race vào ngày 26/5/2021.

## Thí sinh
Số liệu tại thời điểm ghi hình
| Tên                  | Tuổi | Quê quán                 | Mùa cũ      | Vị trí ở mùa cũ | Thứ hạng |
| -------------------- | ---- | ------------------------ | ----------- | --------------- | -------- |
| Eureka!              | 30   | Los Angeles, California  | 9           | 11              | TBA      |
| Eureka!              | 30   | Los Angeles, California  | 10          | Nhì             | TBA      |
| Ginger Minj          | 35   | Orlando, Florida         | 7           | Nhì             | TBA      |
| Ginger Minj          | 35   | Orlando, Florida         | All Stars 2 | 8               | TBA      |
| Jan                  | 27   | New York                 | 12          | 8               | TBA      |
| Kylie Sonique Love   | 37   | Los Angeles, California  | 2           | 9               | TBA      |
| Pandora Boxx         | 48   | Los Angeles, California  | 2           | 5               | TBA      |
| Pandora Boxx         | 48   | Los Angeles, California  | All Stars 1 | 11/12           | TBA      |
| Ra'Jah O'Hara        | 34   | Dallas, Texas            | 11          | 9               | TBA      |
| Trinity K. Bonet     | 29   | Atlanta, Georgia         | 6           | 7               | TBA      |
| A'Keria C. Davenport | 32   | Dallas, Texas            | 11          | 3/4             | 8        |
| Scarlet Envy         | 28   | Brooklyn, New York       | 11          | 10              | 9        |
| Yara Sofia           | 36   | Las Vegas, Nevada        | 3           | 4               | 10       |
| Yara Sofia           | 36   | Las Vegas, Nevada        | All Stars 1 | 5/6             | 10       |
| Silky Nutmeg Ganache | 29   | Los Angeles, California  | 11          | 3/4             | 11       |
| Jiggly Caliente      | 39   | Queens, New York         | 4           | 8               | 12       |
| Serena ChaCha        | 29   | Fort Lauderdale, Florida | 5           | 13              | 13       |

## Lip sync
| Tập | Thí sinh hát nhép                                              | Thí sinh hát nhép | Thí sinh hát nhép                                                 | Ca khúc                                   | Thắng              | Nhóm nguy hiểm                                            | Loại                 |
| Tập | Người chiến thắng (Người bị người chiến thắng chọn ra để loại) | đấu với           | Lip Sync Assassin (Người bị các thí sinh còn lại chọn ra để loại) | Ca khúc                                   | Thắng              | Nhóm nguy hiểm                                            | Loại                 |
| --- | -------------------------------------------------------------- | ----------------- | ----------------------------------------------------------------- | ----------------------------------------- | ------------------ | --------------------------------------------------------- | -------------------- |
| 1   | Yara Sofia (Trinity K. Bonet)                                  | và                | Coco Montrese (Serena ChaCha)                                     | "Uptown Funk" (Mark Ronson và Bruno Mars) | Coco Montrese      | Serena ChaCha Trinity K. Bonet                            | Serena ChaCha        |
| 2   | Ra'Jah O'Hara (Jiggly Caliente)                                | và                | Brooke Lynn Hytes (Jiggly Caliente)                               | "Miss You Much" (Janet Jackson)           | Brooke Lynn Hytes  | Jiggly Caliente Yara Sofia                                | Jiggly Caliente      |
| 2   | Ra'Jah O'Hara (Jiggly Caliente)                                | và                | Brooke Lynn Hytes (Jiggly Caliente)                               | "Miss You Much" (Janet Jackson)           | Ra'Jah O'Hara      | Jiggly Caliente Yara Sofia                                | Jiggly Caliente      |
| 3   | Trinity K. Bonet (Silky Nutmeg Ganache)                        | và                | Laganja Estranja (Silky Nutmeg Ganache)                           | "Physical" (Dua Lipa)                     | Laganja Estranja   | A'Keria C. Davenport Ginger Minj Jan Silky Nutmeg Ganache | Silky Nutmeg Ganache |
| 4   | Jan (A’Keria C. Davenport)                                     | và                | Jessica Wild (Yara Sofia)                                         | "Womanizer" (Britney Spears)              | Jessica Wild       | A’Keria C. Davenport Yara Sofia                           | Yara Sofia           |
| 5   | Ginger Minj (Scarlet Envy)                                     | và                | Mayhem Miller (Jan)(Scarlet Envy)                                 | "Phone" (Lizzo)                           | Ginger Minj        | Jan Kylie Sonique Love Scarlet Envy                       | Scarlet Envy         |
| 6   | Kylie Sonique Love (A'Keria C. Davenport)                      | và                | Manila Luzon (A'Keria C. Davenport)                               | "Dirrty" (Christina Aguilera và Redman)   | Kylie Sonique Love | A'Keria C. Davenport Ra'Jah O'Hara                        | A'Keria C. Davenport |
| 7   | Trinity K. Bonet (Jan)                                         | và                | Alexis Mateo (Jan, Pandora Boxx)                                  | "Dance Again" (Jennifer Lopez và Pitbull) | Alexis Mateo       | Jan Pandora Boxx                                          | Jan                  |